# Polycentropus radaukles
Polycentropus radaukles là một loài Trichoptera trong họ Polycentropodidae. Chúng phân bố ở miền Cổ bắc.